# Европско првенство у атлетици у дворани 2005.
XXVIII Европско првенство у атлетици у дворани 2005. одржано је у Мадриду, Шпанија, у Палата спортова, Мадридска покрајина 4—6. марта 2005. године.
Учествовала је 41 земља са укупно 563 такмичара. Такмичило се у 28 дисциплина (14 мушких и 14 женских). Највише успеха имали су атлетичари Русије, који су освојили 17 медаља: 9 златних, 2 сребрне и 6 бронзаних медаља.
Најбољи резултат постигла је скакачица мотком Рускиња Јелена Исинбајева, која је резултатом од 4,90 м поставила нови светски рекорд у скоку мотком у дворани. То је и једини светски рекорд постигнут на овом такмичењу.

## Земље учеснице и број учесника
Учествовала је 41 земља са укупно 563 такмичара.
| 1. Албанија (2) 2. Аустрија (8) 3. Белгија (9) 4. Белорусија (11) 5. Бугарска (9) 6. Грузија (2) 7. Грчка (24) 8. Данска (5) 9. Естонија (10) 10. Израел (2 11. Ирска (16) 12. Исланд (1) 13. Италија (21) 14. Јерменија (1) | 1. Кипар (3) 2. Летонија (5) 3. Литванија (3) 4. Лихтенштајн (1) 5. Луксембург (1) 6. Мађарска(6) 7. Малта (3) 8. Молдавија (2) 9. Немачка (36) 10. Пољска (31) 11. Португалија (13) 12. Румунија (18) 13. Русија (64) 14. Словачка (6) | 1. Словенија (17) 2. Србија и Црна Гора (4) 3. Турска (2) 4. Уједињено Краљевство(44) 5. Украјина (21) 6. Финска (13) 7. Француска (44) 8. Холандија (12) 9. Хрватска (6) 10. Чешка (16) 11. Швајцарска (6) 12. Шведска (20) 13. Шпанија (46) |

## Резултати такмичења

### Мушкарци
| Дисциплина          |                                                           | Резултат       |                                                                                  | Резултат    |                                                                              | Резултат   |
| 60 м детаљи         | Џејсон Гарденер Уједињено Краљевство                      | 6,55           | Роналд Поњон Француска                                                           | 6,62        | Костадин Васјуков Украјина                                                   | 6,62       |
| 200 м детаљи        | Тобијас Унгер Немачка                                     | 20,53 НР       | Крис Ламберт Уједињено Краљевство                                                | 20,69 ЛР    | Марћин Урбас Пољска                                                          | 21,04      |
| 400 м детаљи        | Дејвид Гилик Ирска                                        | 46,30          | Давид Канал Шпанија                                                              | 46,64       | Себастијан Гацка Немачка                                                     | 46,88      |
| 800 м детаљи        | Димитриј Богданов Русија                                  | 1:48,61        | Антонио Мануел Рејна Шпанија                                                     | 1:48,76     | Хуан де Диос Хурадо Шпанија                                                  | 1:49,11    |
| 1.500 м детаљи      | Иван Хечко Украјина                                       | 3:36,70 РЕП    | Хуан Карлос Игеро Шпанија                                                        | 3:37,98 ЛРС | Рејез Естевез Шпанија                                                        | 3:38,90    |
| 3.000 м детаљи      | Алистер Крег Ирска                                        | 7:46,32        | Џон Мајок Уједињено Краљевство                                                   | 7:51,46 ЛРС | Рејез Естевез Шпанија                                                        | 7:51,65    |
| 60 м препоне детаљи | Лађи Дукуре Француска                                     | 7,50           | Фелипе Виланкос Шпанија                                                          | 7,61        | Роберт Кронберг Шведска                                                      | 7,65       |
| 4 х 400 м детаљи    | Француска Ричард Моније Реми Валард Брис Панел Марк Ракил | 3:07,90        | Уједињено Краљевство Дејл Гарланд Данијел Косин Ричард Девенпорт Џерет Варбиртон | 3:09,53     | Русија Алексеј Полукејев Александар Усов Дмитриј Форшев Александар Брошченко | 3:09,63    |
| Скок увис детаљи    | Стефан Холм Шведска                                       | 2,40           | Јарослав Рибаков Русија                                                          | 2,38 =НР    | Павел Фоменко Русија                                                         | 2,32 ЛР    |
| Скок мотком детаљи  | Игор Павлов Русија                                        | 5,90 СРС, =РЕП | Денис Јурченко Украјина                                                          | 5,85 ЛР     | Тим Лобингер Немачка                                                         | 5,80 ЛРС   |
| Скок удаљ детаљи    | Хуан Лино Мартинез Шпанија                                | 8,37 СРС       | Богдан Тарус Румунија                                                            | 8,14 ЛРС    | Володимир Зјусков Украјина                                                   | 7,99       |
| Троскок детаљи      | Игор Спасовходски Русија                                  | 17,20 ЛР       | Микола Саволанен Украјина                                                        | 17,01 ЛРС   | Александар Петренко Русија                                                   | 16,98 ЛР   |
| Бацање кугле детаљи | Јоаким Олсен Данска                                       | 21,19 ЛРС      | Рутгер Смит Холандија                                                            | 20,79 =НР   | Мануел Мартинез Шпанија                                                      | 20,51 =ЛРС |
| Седмобој детаљи     | Роман Шарбле Чешка                                        | 6.232 СРС      | Александар Погорелов Русија                                                      | 6.111       | Роланд Шварцл Аустрија                                                       | 6.064 =НР  |

Другопласирани у трци на 60 м (6,59) Марк Луис-Френсис (Уједињено Краљевство) је дисквалификован због допинга.

### Жене
| Дисциплина          |                                                                          | Резултат    |                                                                     | Резултат    |                                                                           | Резултат |
| 60 м детаљи         | Ким Геварт Белгија                                                       | 7,16        | Георгија Коклони Грчка                                              | 7,18        | Марија Карастамати Грчка                                                  | 7,25     |
| 400 м детаљи        | Ивет Лалова Бугарска                                                     | 22,91       | Карин Мајер Крифка Аустрија                                         | 22,94       | Жаклин Поелман Холандија                                                  | 23,42    |
| 400 м детаљи        | Светлана Поспелова Русија                                                | 50,41       | Свјатлана Усович Белорусија                                         | 50,55       | Ирина Росикина Русија                                                     | 52,05    |
| 800 м детаљи        | Larisa Chzhao Русија                                                     | 1:59,97     | Mayte Martinez Шпанија                                              | 2:00,52     | Наталија Зјуганова Русија                                                 | 2:01,62  |
| 1.500 м детаљи      | Елена Јагар Румунија                                                     | 4:03,09     | Corina Dumbravean Румунија                                          | 4,05,88     | Hind Dehiba Француска                                                     | 4:07,20  |
| 3.000 м детаљи      | Лидија Хојецка Пољска                                                    | 8:43,76     | Сузана Пумпер Аустрија                                              | 8:47,74 (*) | Сабрина Мокенхаупт Немачка                                                | 8:47,76  |
| 4 х 400 м детаљи    | Русија Татјана Левина Јулија Печонкина Ирина Росикина Светлана Поспелова | 3:28,00 РЕП | Пољска Ана Пахалак Моњика Бејнар Марта Хруст-Розеј Малгоржата Пскит | 3:29,37     | Уједињено Краљевство Мелани Пуркис Дона Фрајсер Катарина Марфи Ли Маконел | 3:29,81  |
| 60 м препоне детаљи | Сузана Калур Шведска                                                     | 7,80        | Џени Калур Шведска                                                  | 7,99        | Кирстен Болм Немачка                                                      | 8,00     |
| Скок увис детаљи    | Ана Чичерова Русија                                                      | 2,01        | Рут Беитија Шпанија                                                 | 1,99        | Венелина Венева Бугарска                                                  | 1,97     |
| Скок мотком детаљи  | Јелена Исинбајева Русија                                                 | 4,90 СР     | Ана Роговска Пољска                                                 | 4,75        | Моњика Пирек Пољска                                                       | 4,70     |
| Скок удаљ** детаљи  | Наиде Гомес Португалија                                                  | 6,70        | Стилијани Пилату Грчка                                              | 6,64        | Адина Антон Румунија                                                      | 6,53     |
| Троскок детаљи      | Викторија Гурова Русија                                                  | 14,74       | Магдалин Мартинез Италија                                           | 14,54       | Карлота Кастрехана Шпанија                                                | 14,45    |
| Бацање кугле детаљи | Надежда Астапчук Белорусија                                              | 19,37       | Кристина Забавска Пољска                                            | 18,96       | Олга Рјабинкина Русија                                                    | 18,83    |
| Петобој детаљи      | Каролина Клифт Шведска                                                   | 4949        | Кели Сотерон Уједињено Краљевство                                   | 4733        | Наталија Добринска Украјина                                               | 4667     |

(*) Туркиња Tezeta Desalegn-Dengersa је освојила сребрну медаљу у трци на 3.000 м резултатом 8:46,65, али је дисквалификована због допинга (metenolone). Објављено 6. априла, 2006.
(**) Бјанка Каплер је првобитно победила на такмичењу са скоком измерена као 6,96 метара. Да је мерење било погрешно указала је сама Каплерова, што је потврђено на снимку. Остала је вез медаље, а награђена је бронзаном медаљом за фер плеј..
Легенда: СР = Светски рекорд, ЕР = Европски рекорд, РЕП = Рекорд европских првенстава, СРС = Светски рекорд сезоне (најбоље време сезоне на свету), ЕРС = Европски рекорд сезоне (најбоље време сезоне у Европи), НР = Национални рекорд, ЛР = Лични рекорд, ЛРС = Лични рекорд сезоне

## Биланс медаља
| Медаље земље домаћина |

|     | Држава               | Злато | Сребро | Бронза | Укупно |
| --- | -------------------- | ----- | ------ | ------ | ------ |
| 1.  | Русија               | 3     | 2      | 3      | 8      |
| 2.  | Француска            | 2     | 1      | -      | 3      |
| 3.  | Ирска                | 2     | -      | -      | 2      |
| 4.  | Шпанија              | 1     | 4      | 4      | 9      |
| 5.  | Уједињено Краљевство | 1     | 3      | -      | 4      |
| 6.  | Украјина             | 1     | 2      | 2      | 5      |
| 7.  | Немачка              | 1     | -      | 2      | 3      |
| 8.  | Шведска              | 1     | -      | 1      | 2      |
| 9.  | Данска               | 1     | -      | -      | 1      |
| 10. | Чешка                | 1     | -      | -      | 1      |
| 11. | Холандија            | -     | 1      | -      | 1      |
| 11. | Румунија             | -     | 1      | -      | 1      |
| 13. | Аустрија             | -     | -      | 1      | 1      |
| 13. | Пољска               | -     | -      | 1      | 1      |
|     | Укупно (14)          | 14    | 14     | 14     | 42     |

|     | Држава               | Злато | Сребро | Бронза | Укупно |
| --- | -------------------- | ----- | ------ | ------ | ------ |
| 1.  | Русија               | 6     | -      | 3      | 9      |
| 2.  | Шведска              | 2     | 1      | -      | 3      |
| 3.  | Пољска               | 1     | 3      | 1      | 5      |
| 4.  | Румунија             | 1     | 1      | 1      | 3      |
| 5.  | Белорусија           | 1     | 1      | -      | 2      |
| 6.  | Бугарска             | 1     | -      | 1      | 2      |
| 7.  | Белгија              | 1     | -      | -      | 1      |
| 7.  | Португалија          | 1     | -      | -      | 1      |
| 9.  | Грчка                | -     | 2      | 1      | 3      |
| 9.  | Шпанија              | -     | 2      | 1      | 3      |
| 11. | Аустралија           | -     | 2      | -      | 2      |
| 12. | Уједињено Краљевство | -     | 1      | 1      | 2      |
| 13. | Италија              | -     | 1      | -      | 1      |
| 14. | Немачка              | -     | -      | 2      | 2      |
| 15. | Француска            | -     | -      | 1      | 1      |
| 15. | Холандија            | -     | -      | 1      | 1      |
| 15. | Украјина             | -     | -      | 1      | 1      |
|     | Укупно (17)          | 14    | 14     | 14     | 42     |

### Биланс медаља, укупно
|     | Држава               | Злато | Сребро | Бронза | Укупно |
| --- | -------------------- | ----- | ------ | ------ | ------ |
| 1.  | Русија               | 9     | 2      | 6      | 17     |
| 2.  | Шведска              | 3     | 1      | 1      | 5      |
| 3.  | Француска            | 2     | 1      | 1      | 4      |
| 4.  | Ирска                | 2     | -      | -      | 2      |
| 5.  | Шпанија              | 1     | 6      | 5      | 12     |
| 6.  | Уједињено Краљевство | 1     | 4      | 1      | 6      |
| 7.  | Пољска               | 1     | 3      | 2      | 6      |
| 8   | Украјина             | 1     | 2      | 3      | 6      |
| 9.  | Румунија             | 1     | 2      | 1      | 4      |
| 10. | Белорусија           | 1     | 1      | -      | 2      |
| 11. | Немачка              | 1     | -      | 4      | 5      |
| 12. | Бугарска             | 1     | -      | 1      | 2      |
| 13. | Белгија              | 1     | -      | -      | 1      |
| 13. | Данска               | 1     | -      | -      | 1      |
| 13. | Чешка                | 1     | -      | -      | 1      |
| 13. | Португалија          | 1     | -      | -      | 1      |
| 17. | Аустрија             | -     | 2      | 1      | 3      |
| 17. | Грчка                | -     | 2      | 1      | 3      |
| 19. | Холандија            | -     | 1      | 1      | 2      |
| 19. | Италија              | -     | 1      | -      | 1      |
|     | Укупно (20)          | 28    | 28     | 28     | 84     |

## Атлетичари Србије и Црне Горе на Европском првенству у дворани 2005
На Првенству је учествовало 4 атлетичара (1 жена и 3 мушкараца) у 5 дисциплина.

## Постигнути резултати
| Дисциплина    | Такмичар       | Место             | Бр. учесника | Резултат |
| ------------- | -------------- | ----------------- | ------------ | -------- |
| 60 м (ж)      | Вукосава Ђапић | 19 (5 у групи 1)  | 25           | 7,48     |
| 60 м (м)      | Марко Јанковић | 25 (6 у групи 1)  | 27           | 6,68     |
| 200 м (м)     | Марко Јанковић | 22 (4 у групи 1)  | 24           | 21,76    |
| Скок увис (м) | Драгутин Топић | 5 у финалу        | 21           | 2,30     |
| Скок удаљ (м) | Марко Милинков | 26 (13 у групи Б) | 29           | 7,36     |